# بوشيني أورالي
بوشيني أورالي (الاسم العلمي: Puccinia uralensis) هو نوع من الفطريات يتبع جنس البوشيني من فصيلة البوشينية.